# نکچی مبیلتام
نکچی مبیلتام (انگلیسی: Nkechi Mbilitam؛ زادهٔ ۵ آوریل ۱۹۷۴) بازیکن فوتبال اهل نیجریه است.
وی همچنین در تیم ملی فوتبال زنان نیجریه بازی کرده‌است.